# Milan Dvornić
Milan Dvornić (Kozarac, (Lugarnica), 10. studenog 1947.), slikar i etnograf.
Osnovnu školu pohađao u Markuševcu kraj Zagreba (1. – 7. razred) i Belom Manastiru (8. r.), a srednju ekonomsku i Višu ekonomsku školu u Novom Sadu, stekavši zvanje ekonomista. Radio kao bankarski službenik u Belom Manastiru od 1970. do 1997. Slikarstvom se bavi kao samouk. U svojim radovima prikazuje etnografske motive rodnog kraja, narodne običaje, graditeljstvo i nošnje baranjskih Srba, Šokaca i Mađara. Radi tehnikom ulja na platnu, tušem i olovkom. Za svoje crtačko umijeće, a naročito za dokumentarnu vrijednost slika, dobio veoma povoljne ocjene od likovnih kritičara (Bela Duranci, Mirko Hunjadi, Otto Švajcer). Samostalno izlagao u Adi (1991.), Belom Manastiru (1980., 2003.), Čepinu (1980.), Dražu (1988.), Mohaču (1978.), Osijeku (1979., 2004., 2006.), Subotici (1994.) i Valpovu (1990.), kao i na brojnim zajedničkim izložbama. Učesnik je i žiriranih izložbi: "Bijenale jugoslovenske naive" (Svetozarevo /Jagodina/, 1985., 1987., 1989.), "Majski susreti" (Beograd, 1984.), "Svibanjski salon naive" (Zagreb, 1982.).
U Osijeku je 2004. godine izlagao skupa sa Sretom Balašem na izložbi Baranja u mom srcu, a 2006. samostalno na izložbi Klep, klep i šareno jaje (Etnografski motivi Baranje).
Bavi se i skupljanjem etnografske građe. Zapise narodnih običaja, priče, poslovice i vjerovanja iz Baranje objavljivao u časopisima:  "Bunjevačke i šokačke novine" (Subotica, 1994. – 1995.), "Glasnik Etnografskog instituta SANU" (Beograd), "Raskovnik" (Beograd, 1993. – 1996.), "Srpska zora" (Knin, 1991.), "Srpski glas" (Topusko, 1990. – 1991.), "Vojska Krajine" (1993.). Ilustrirao rebuse, križaljke i novinske članke te crtao slikovne zagonetke u brojnim novinama i časopisima: "Belomanastirski srpski glasnik", "Bravo-skandi" (Beograd), "Glas" (Zagreb), "Huper" (Beograd), "Marbo-megaukrštenica" (Loznica), "Minikviz" (Beograd), "Nedjeljni Glas Slavonije" (Osijek), "Neven" (Novi Sad), "Novosti sedam dana" (Zagreb), "Oglasnik" (Osijek), "Politika-ekspres" (Beograd), "Razbibriga" (Kikinda), "Skandifeniks" (Rijeka), "Skudov zvučnik" (B. Manastir), "Slova do krova" (Osijek), "Zagonetka" (Zvornik), "Zamko" (Sombor). Ilustrirao je knjige "Stihovani enigmatski bukvar" Branislava Obradovića (Beograd, 1997.), "Umorne senke" Rajka Kneževića (B. Manastir, 2004.) i S njive do akademije (B. Manastir, 2006.). Šest njegovih slika objavljeno u bunjevačkom kalendaru za 1995. godinu u izdanju d.o.o. "Arh-veda" iz Subotice. Autor je logotipa SKUD-a "Jovan Lazić" iz Belog Manastira. Pripremio i vodio seriju emisija "Iz narodne tradicije Baranje" na Radiju Beli Manastir (Radio Banska kosa). (jn)